# Clube Desportivo Leões Seroa
O Clube Desportivo Leões Seroa é um clube português localizado na freguesia de Seroa, concelho de Paços de Ferreira, distrito do Porto. O clube foi fundado em 23 de Novembro de 1979. Os seus jogos em casa são disputados no Complexo Desportivo de Seroa.
A equipa de futebol sénior participa, na época de 23/24, na 2ªDivisão da Associação de Futebol do Porto.

## Futebol
|                        | Nº Presenças | Títulos |
| ---------------------- | ------------ | ------- |
| Liga Betclic           | 0            |         |
| Liga Sabseg            | 0            |         |
| Liga 3                 | 0            |         |
| Campeonato de Portugal | 0            |         |
| Campeonatos distritais |              |         |
| Elite                  | 0            |         |
| Honra                  | 1            |         |
| 1º Divisão distrital   | 4            |         |
| 2º Divisão distrital   | 9            |         |
| Taça de Portugal       | 0            |         |
| Taça da Liga           | 0            |         |